# 비게 백반
비게 백반(Bigeh Facula)은 목성의 위성인 가니메데의 흰 반점 모양의 지형이다. 길이는 224km이다.